# Castell de Praga
El castell de Praga (Pražský hrad en txec) és un conjunt arquitectònic ubicat a Praga, capital de la República Txeca. Tot i els seus successius incendis i invasions, és un dels més notables, sumptuosos i emblemàtics vestigis del gran passat històric, cultural i social de la ciutat.
Construït al segle ix, va ser la residència dels reis de Bohèmia, d'emperadors del Sacre Imperi Romanogermànic, de presidents de Txecoslovàquia i de la República Txeca. S'hi troben les joies de la corona de Bohèmia. Amb 570 metres de llarg i 130 d'amplada mitjana, és considerat el castell antic més gran del món.
L'interior del complex alberga la catedral de Praga, el convent de Sant Jordi (que conté art antic de Bohèmia), la basílica de Sant Jordi, el palau Reial, galeries de pintura renaixentista i barroca a les antigues cavallerisses del castell, entre altres moltes coses.
Va ser remodelat per l'arquitecte Jože Plečnik entre 1920 i 1934 a petició del primer ministre txecoslovac Tomáš Garrigue Masaryk. Davant del castell, s'alça una estàtua del president Masaryk, la mateixa que es pot veure en la luxosa Av. President Masaryk de ciutat de Mèxic des de l'any 2000.

## Estils arquitectònics
Els edificis del castell representen virtualment tots els estils arquitectònics del darrer mil·lenni. Inclou des de l'estil gòtic (catedral de Sant Guiu), fins al romànic de la basílica de Sant Jordi, un monestir de diversos palaus, jardins i torres de defensa. La majoria d'espais del castell estan oberts al públic. Actualment, al castell hi ha diversos museus, entre aquests la galeria Nacional de Praga (una col·lecció d'art barroc i manierisme bohemi dedicada a la història txeca), el Museu de les Joguines i la galeria de quadres del castell de Praga, part de la col·lecció de Rudolf II. El Summer Shakespeare Festival se celebra anualment al pati del palau Burgrave.
En el finals del segle xvi i principis del segle xvii el castell hostejava les col·leccions d'art i curiositats de Rodolf II.
El barri on es troba el castell de Praga es diu Hradčany.

### Esglésies
- Katedrála svatého Víta, Václava a Vojtěcha (catedral de Praga).
- Bazilika svatého Jiří (basílica de Sant Jordi de Praga) i Klášter svatého Jiří (convent de Sant Jordi), és l'edifici més antic que encara es conserva al castell de Praga.
- Kostel Všech svatých (església de Tots Sants).
- Kaple svatého Kříže (capella de la Santa Creu).

### Palaus
- Starý královský palác (Antic palau Reial).
- Letohrádek královny Anny (Belvedere o palau Reial d'Estiu).
- Lobkovický palác (palau Lobkowicz).
- Nový královský palác (Nou palau Reial).

### Salons
- Sloupová síň Pražského hradu (saló de les Columnes).
- Španělský sál (saló Espanyol), Rudolfova galerie (galeria Rudolfova) i Rothmayerův sál (saló Rothmayer).
- Vladislavský sál (saló Vladislav).

### Altres edificis
- Daliborka (torre Dalibor).
- Prašná věž or Mihulka (torre de la Pólvora o Mihulka).
- Zlatá ulička (carreró d'or).
- Purkrabství (casa Suprema del Burgrave).
- Míčovna (sala de Jocs de Pilota).
- Jízdárna Pražského hradu (escola d'Equitació).
- Staré proboštství (Antiga Residència del Prebost).
- Mockerovy domy (Nova Residència del Prebost).

### Jardins
- Královská zahrada (Jardí Reial).
- Zahrada Na terase Jízdárny (Jardí Terrassa de l'Escola d'Equitació).
- Zahrada Na Baště (Jardí del Bastió).
- Jižní zahrady (Jardins del Sud).
  - Rajská zahrada (Jardí Paradís).
  - Zahrada Na Valech (Jardí de les Muralles).
  - Hartigovská zahrada (Jardí Hartig).
- Jelení příkop (fossat dels Cèrvols).

## Galeria
- Panorama des del riu Vltava
- Catedral del Castell de Praga (o Catedral de Sant Guiu)
- Estàtua del president Masaryk al castell de Praga
- Castell de Praga vist des de la Torre Petrin

- Basílica de Sant Jordi
- Canvi de guàrdia
- Les Joies de la Corona Txeca són les quartes més antigues d'Europa
- Vinya de Sant Venceslau de Bohèmia (Svatováclavská vinice), a l'est